# Novosibirské státní akademické divadlo opery a baletu
Novosibirské státní akademické divadlo opery a baletu (rusky Новосибирский государственный академический театр оперы и балета) je divadlo v ruském Novosibirsku. Budova ve stylu socialistického realismu byla vystavěna v letech 1931–1941 a i na počátku 21. století je stále největší divadelní budovou v Rusku. Ve velkém sále je 1774 míst pro diváky, interiéry představují celkově 40 663 m².

## Historie
Idea postavit Dům vědy a kultury se objevila roku 1928. Byla ustavena speciální komise, která promýšlela projekt gigantického kulturního a vědeckého centra Sibiře s divadelním sálem pro 2100 lidí, kde by se zároveň mohly konat sjezdy a konference, fungoval by zde vědecko-výzkumný institut s laboratořemi a konferenčními sály, regionální muzeum výrobních prostředků Sibiře a obrazová galerie.
Projekt byl svěřen osvědčenému moskevskému architektovi Alexandru Zinověviči Grinbergovi. Ten k práci na projektu přizval také divadelního architekta Traugota Jakovleviče Bardta a hlavního umělce Velkého divadla Michaila Ivanoviče Kurilka. Vzniknul tak projekt obrovského konstruktivistického divadla s hledištěm pro 2600 diváků s kupolí o průměru 60 metrů, na níž se mělo také promítat. Divadlo bylo pojato velmi avantgardně, mělo jít o tzv. panoramaticko-planetární divadlo.
Stavba se rozeběhla 22. května 1931 vskutku budovatelským tempem – na jaře roku 1933 byla hotova již asi třetina stavebních prací a na podzim 1934 měla budova hostit sjezd Sovětů západní Sibiře.
V té době však v Moskvě proběhlo vyhlášení výsledků výběrového řízení na projekt Paláce sovětů, načež došlo k prudké změně uměleckých norem v Sovětském svazu a konstruktivismus byl zakázán. Již roku 1933 tak bylo rozhodnuto o přepracování rozestavěného projektu a v roce 1934 byla tímto pověřena skupina architektů pod vedením Viktora Sergejeviče Birkenberga, interiéry navrhl Jevgenij Jevgeňjevič Lansere. V roce 1935 byly zavrhnuty zamýšlené inovativní nápady a bylo rozhodnuto o realizaci obyčejného operního divadla, zároveň byl zmenšen sál.
Maketa novosibirského divadla byla vystavena na světové výstavě v Paříži v roce 1937 v sovětském pavilonu. Projekt získal nejvyšší ocenění grand prix. Téhož roku byla také na stavbě odhalena údajná skupina nepřátel lidu a téměř všichni vedoucí pracovníci se stali oběťmi represí.
Ke slavnostnímu otevření mělo dojít 1. srpna 1941. V lednu téhož roku se dokonce konalo již první neveřejné představení Čajkovského Jolanty, avšak všechny tyto plány přerušilo napadení Sovětského svazu. Na otevření divadla nebylo ani pomyšlení, a tak byla nová budova využita k uložení exponátů, evakuovaných z evropské části SSSR: z Treťjakovské galerie, Ermitáže, Puškinova muzea, z petrohradských paláců, z muzeí v Novgorodu, Sevastopolu a Tveri, z Velkého divadla v Moskvě. Celkově zde ukrývalo své sbírky 22 různých institucí.
Ke slavnostnímu otevření došlo 12. května 1945.
Poslední velká rekonstrukce proběhla v roce 2005.

## Galerie

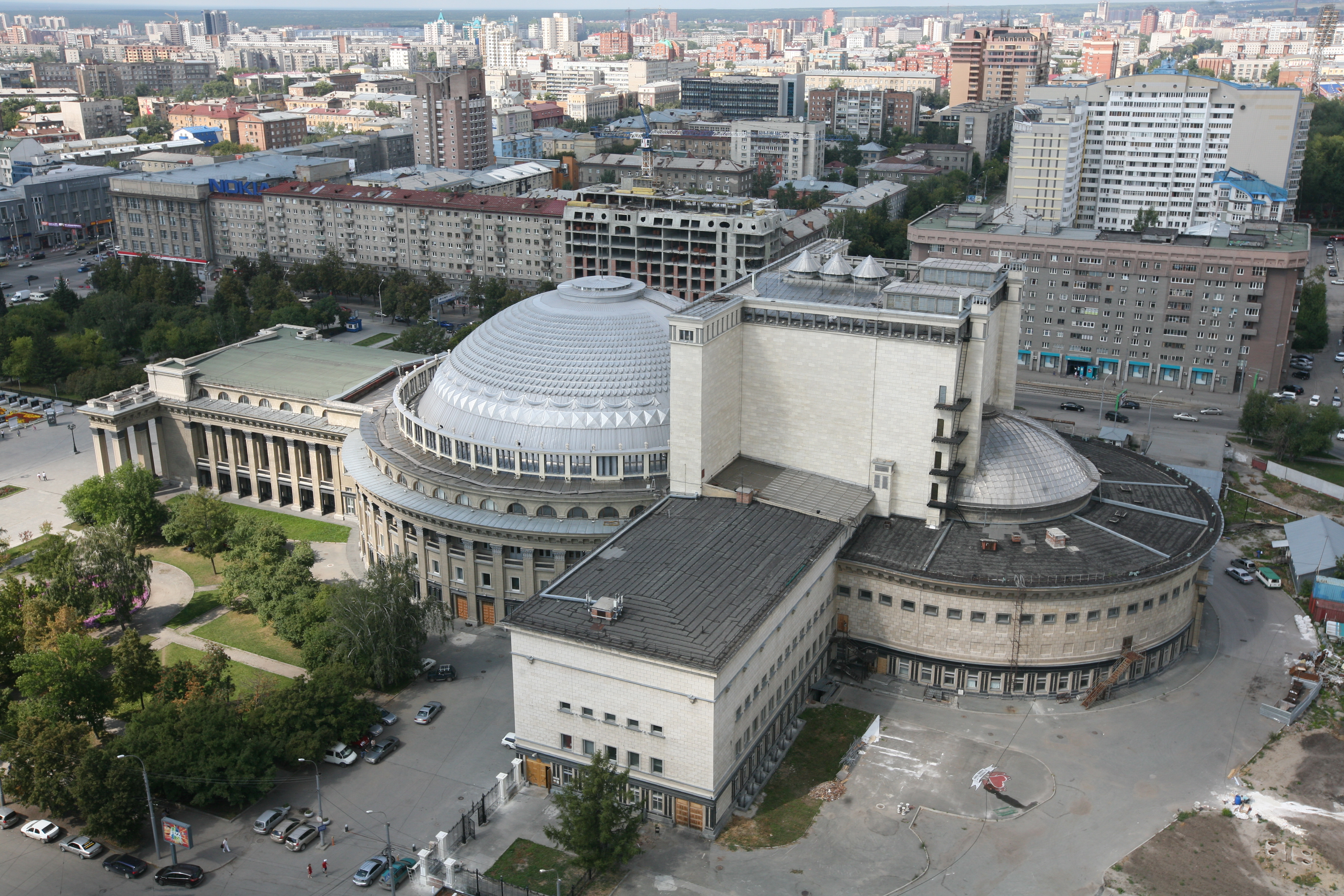
Letecký pohled
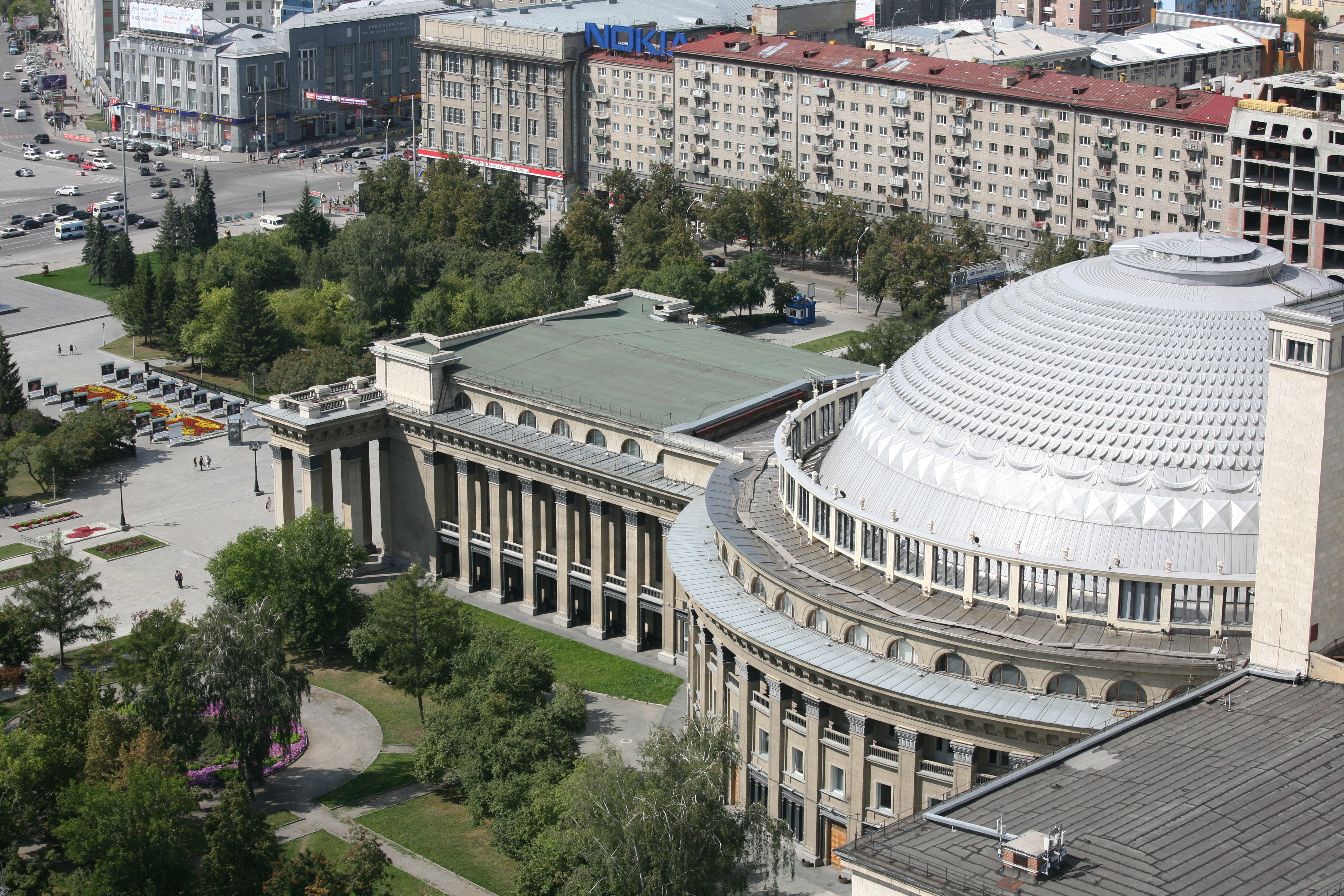
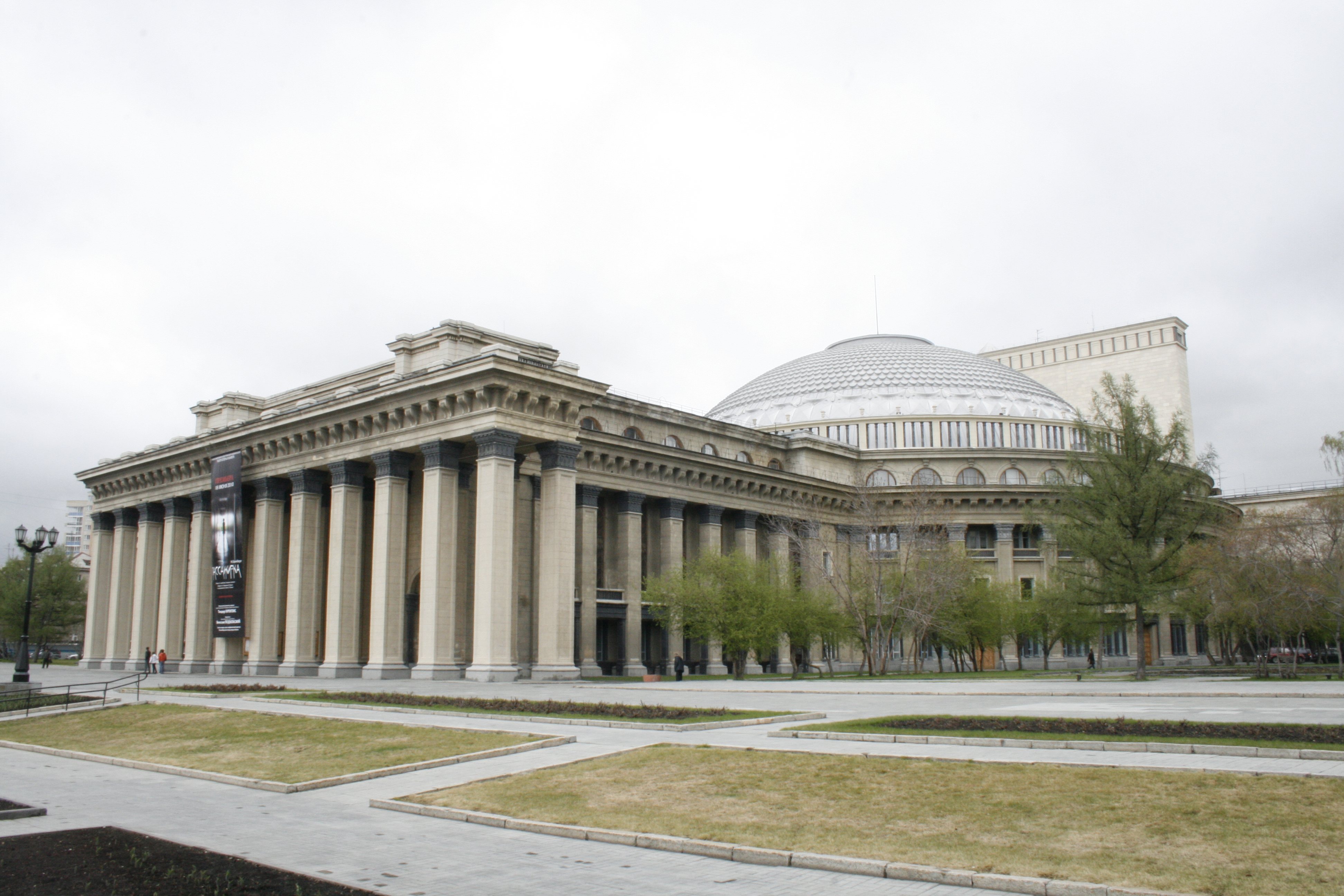
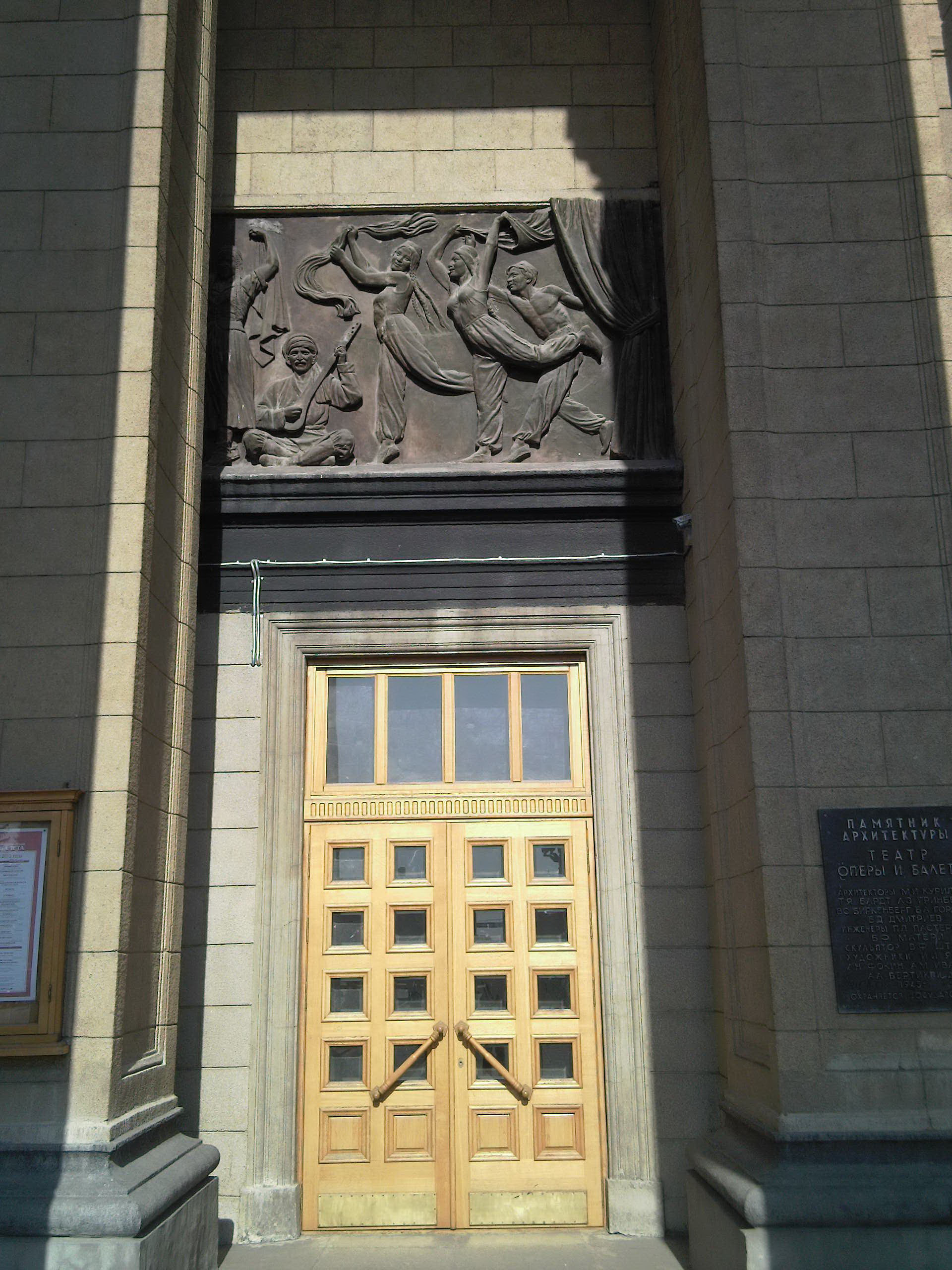
Reliéf nad dveřmi
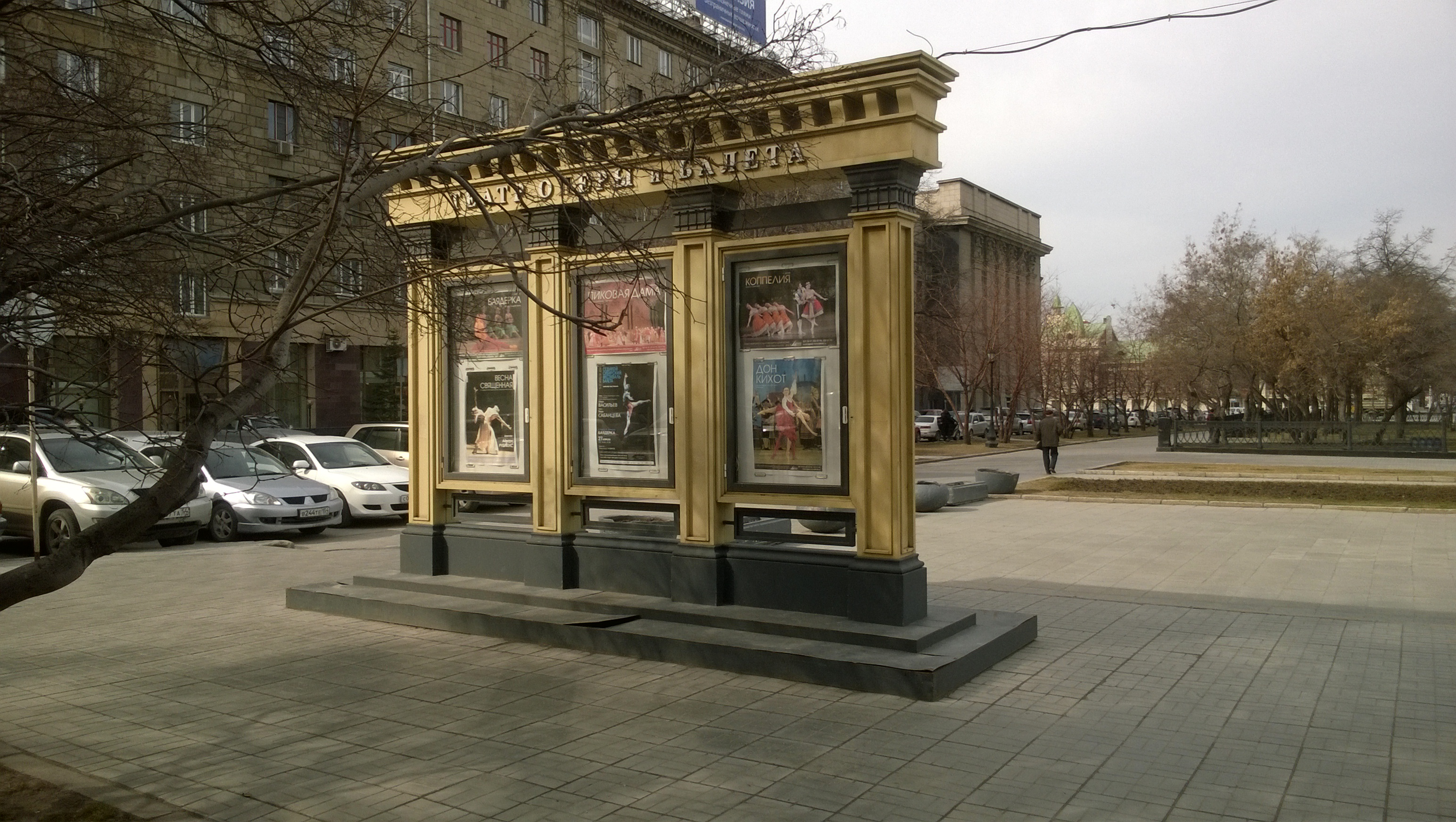
Vývěska